# Bosta
Bosta ist eine ungarische Gemeinde im Kreis Pécs im Komitat Baranya.

## Geografische Lage
Bosta liegt gut 14 Kilometer südlich der Kreisstadt Pécs am Fluss Bostai-árok. Nachbargemeinden sind Szilvás im Nordwesten und Szalánta im Osten.

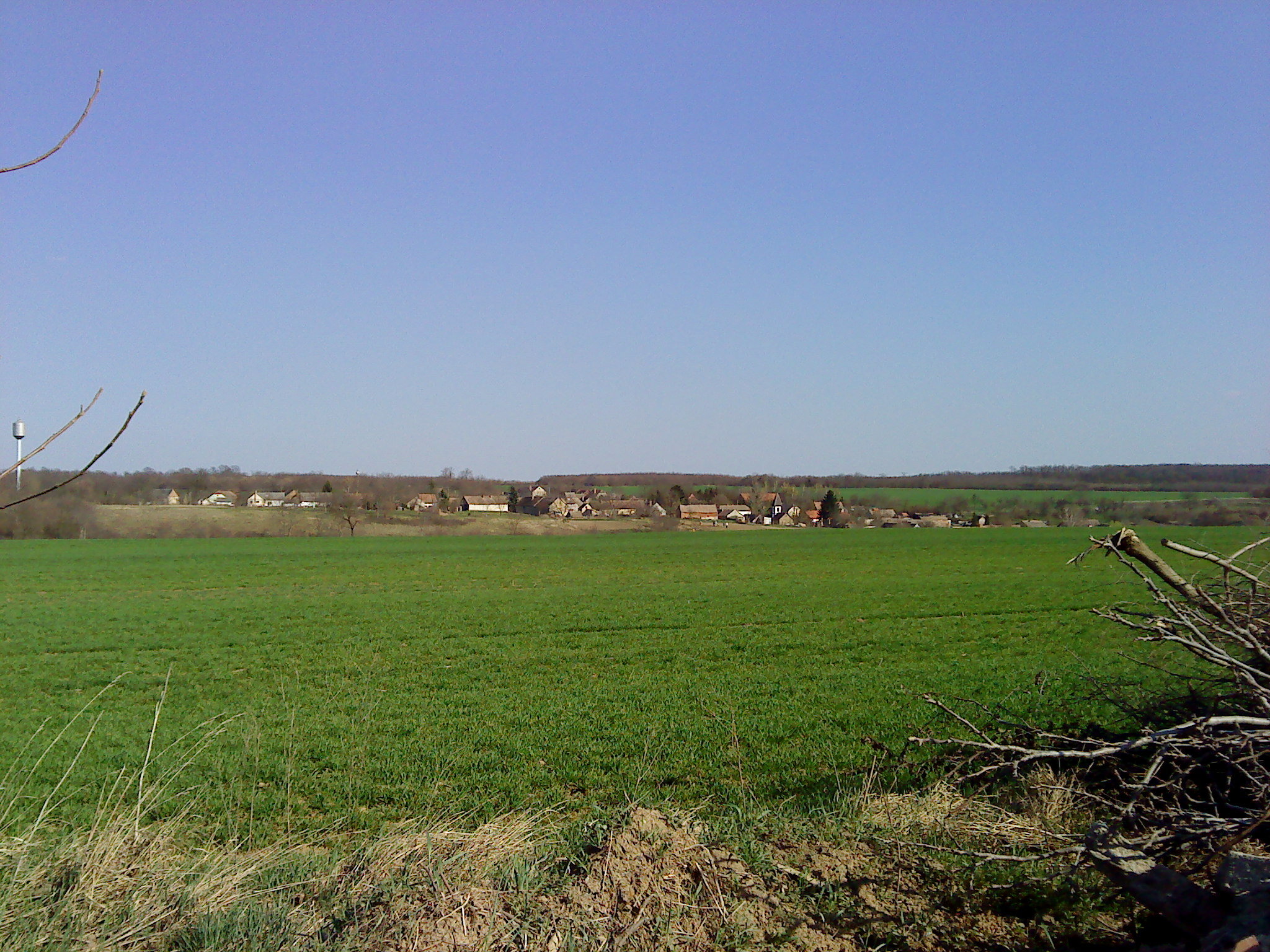
Blick auf Bosta
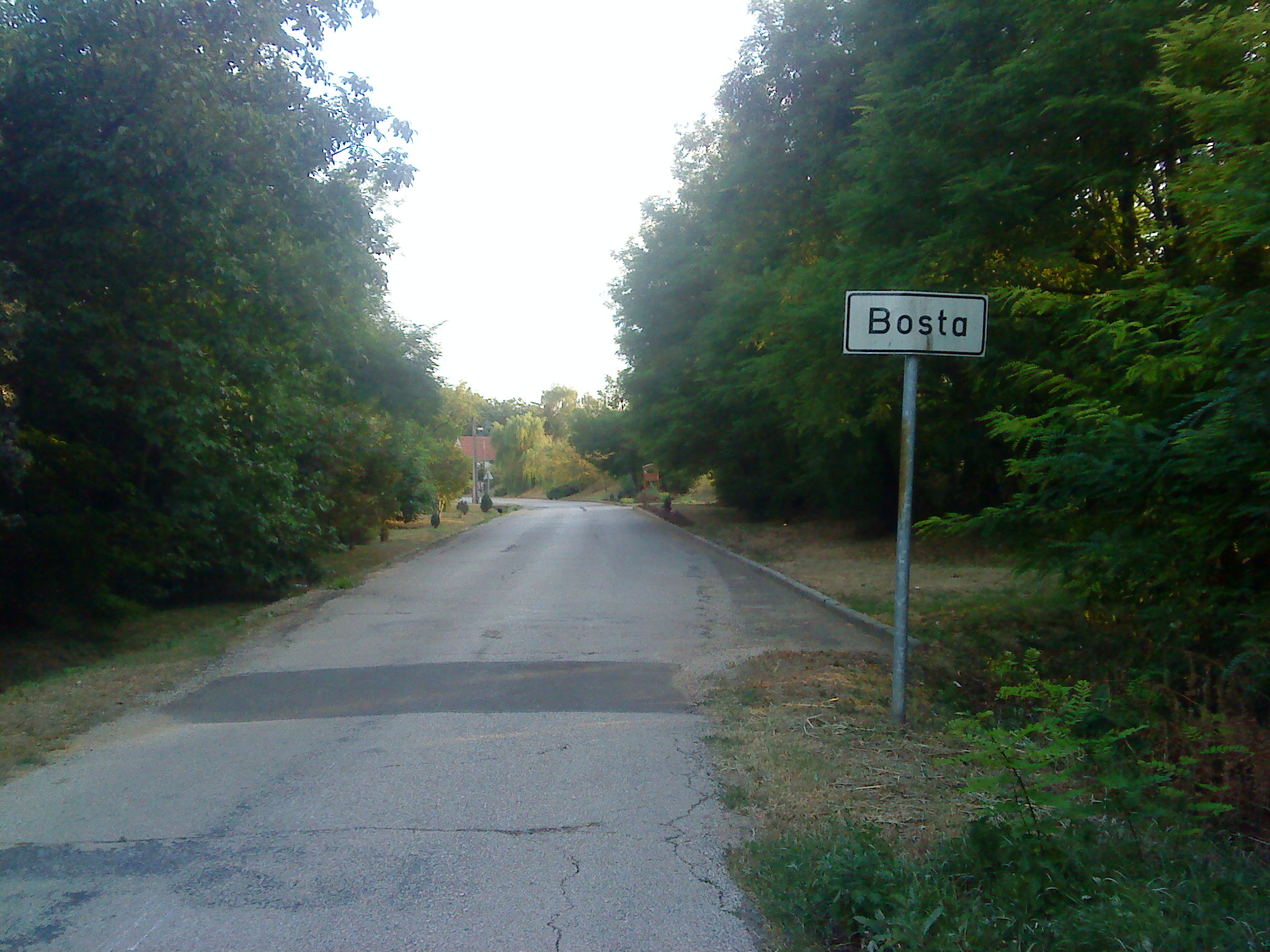
Ortseingang

## Geschichte
Die erste schriftliche Erwähnung des Ortes stammt aus dem Jahr 1191. Der Schutzpatron von Bosta ist Szent Vendel und das bedeutendste Fest der Szent-Vendel-Tag, der jedes Jahr am 20. Oktober gefeiert wird.

## Sehenswürdigkeiten
- Glockenturm
- Stauseen, südwestlich des Ortes gelegen

## Verkehr
Am nördlichen Rand des Ortes verläuft die Landstraße Nr. 5828, ein Kilometer östlich die Hauptstraße Nr. 58. Es bestehen Busverbindungen über Szilvás, Szalánta und Pogány nach Pécs, wo sich der nächstgelegene Bahnhof befindet.